# Regine Schütt
Regine Faust, Geburtsname Regine Schütte (* 1912 in Rostock; † nach 1995), war eine deutsch-kanadische Illustratorin, Designerin, Dozentin und die  erste Strickmeisterin.

## Leben und Werk
Regine Schütt besuchte die Höhere Fachschule für Textil- und Bekleidungsindustrie in Berlin, absolvierte ein Studium an der Berliner Kunstakademie und arbeitete dann als Illustratorin und Designerin für Modemagazine, wie Die Dame, Die neue linie, Sport im Bild oder Elegante Welt.
An der Kunstgewerbeschule in Berlin bestand sie die Prüfung als Strickmeisterin.
Sie war im Widerstandskreis um Harro Schulze-Boysen und Werner Dissel aktiv tätig. Während des Zweiten Weltkriegs arbeitet sie zunächst als Hilfsschwester beim Deutschen Roten Kreuz, wechselte aber binnen eines Jahres in die Presseabteilung. Ab 1949 lebte sie in Frankfurt an Main.
1951 zog sie von Frankfurt nach Berlin, wo sie als Chefredakteurin von Constanze-Strickmoden tätig war. 1953 zog sie mit ihrer jüngeren Tochter Mikki nach Toronto zu ihrem Ehemann Peter Faust. Von 1953 bis 1970 hatte sie in Kanada verschiedene Jobs in der Mode- und Spielzeugbranche, bis sie eine Stelle als Dozentin in der Sheridan School of Fashion Design (Sheridan College) in Oakville annahm.

## Familie

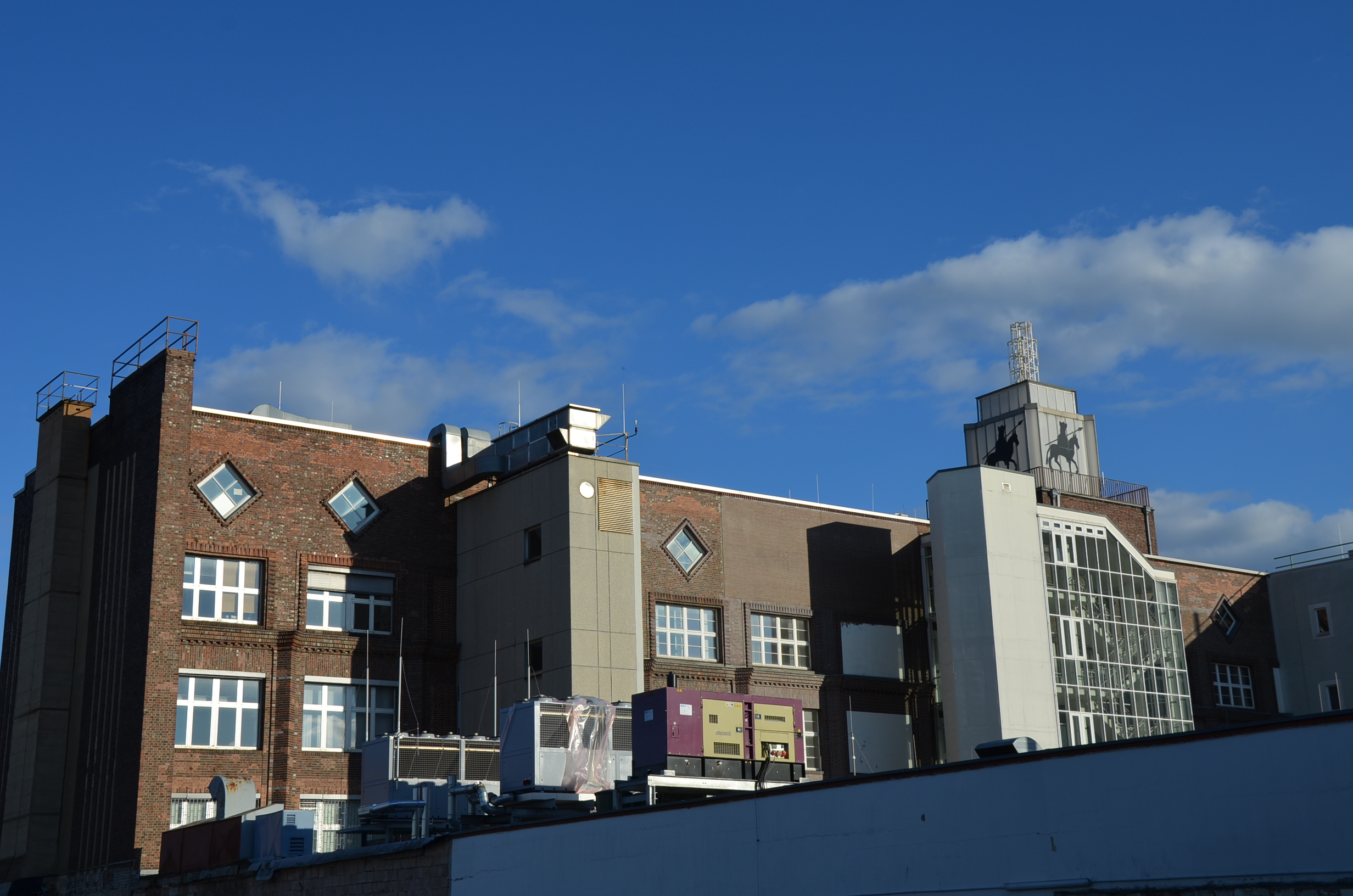
Brotfabrik Schlüterbrot-Bärenbrot

Schütt entstammte einer Berliner Industriellenfamilie. Ihrer Familie gehörte die Schütt-Mühle und die Schlüterbrotfabrik in Berlin-Schöneberg. Sie war mit Peter Faust verheiratet, mit dem sie zwei Töchter hatte. Ihre Tochter Christiane Pflug wurde 1936 in Berlin geboren. Sie wuchs von 1941 bis 1949 bei einer Pflegemutter auf, weil ihre leibliche Mutter beim Deutschen Roten Kreuz dienstverpflichtet worden war. Schütt hatte eine weitere Tochter, die auf Kauai einen Bioladen betrieb.
Regine Faust überlebte ihren Ehemann Peter Faust, der am 21. Januar 1996 in Kalaheo im Kauai County auf Hawaii starb.

## Schriften
veröffentlicht unter dem Namen Regine Faust
- Fashion knit course outline for hand knitting machines. Burgess Pub. 1978. ISBN 0-8087-0647-0
- American Indian Designs Adapted to Knitting. Toronto 1980.
- Design with knit: Design with shape, design with color, design with form. 1983.
- Tuck knitting: Designs and patterns. 1979. ISBN 0-920827-79-9
- Australian & New Zealand Designs Adapted. Selbstverlag, 1983.

## Nachlass
Ihr Nachlass befindet sich im Seneca College in Toronto. Eine Serie von Muster-Tapisserien wird im Museum of Civilization in Hull (Québec) aufbewahrt.